# 896
896 (DCCCXCVI) je bilo prestopno leto, ki se je po julijanskem koledarju začelo na četrtek.

## Dogodki
- 1. januar

## Smrti
- 4. april - papež Formoz (* okrog 816)